# Alstroemeria garaventae
Alstroemeria garaventae är en alströmeriaväxtart som beskrevs av Ehrentraut Bayer. Alstroemeria garaventae ingår i släktet alströmerior, och familjen alströmeriaväxter. Inga underarter finns listade i Catalogue of Life.

## Bildgalleri

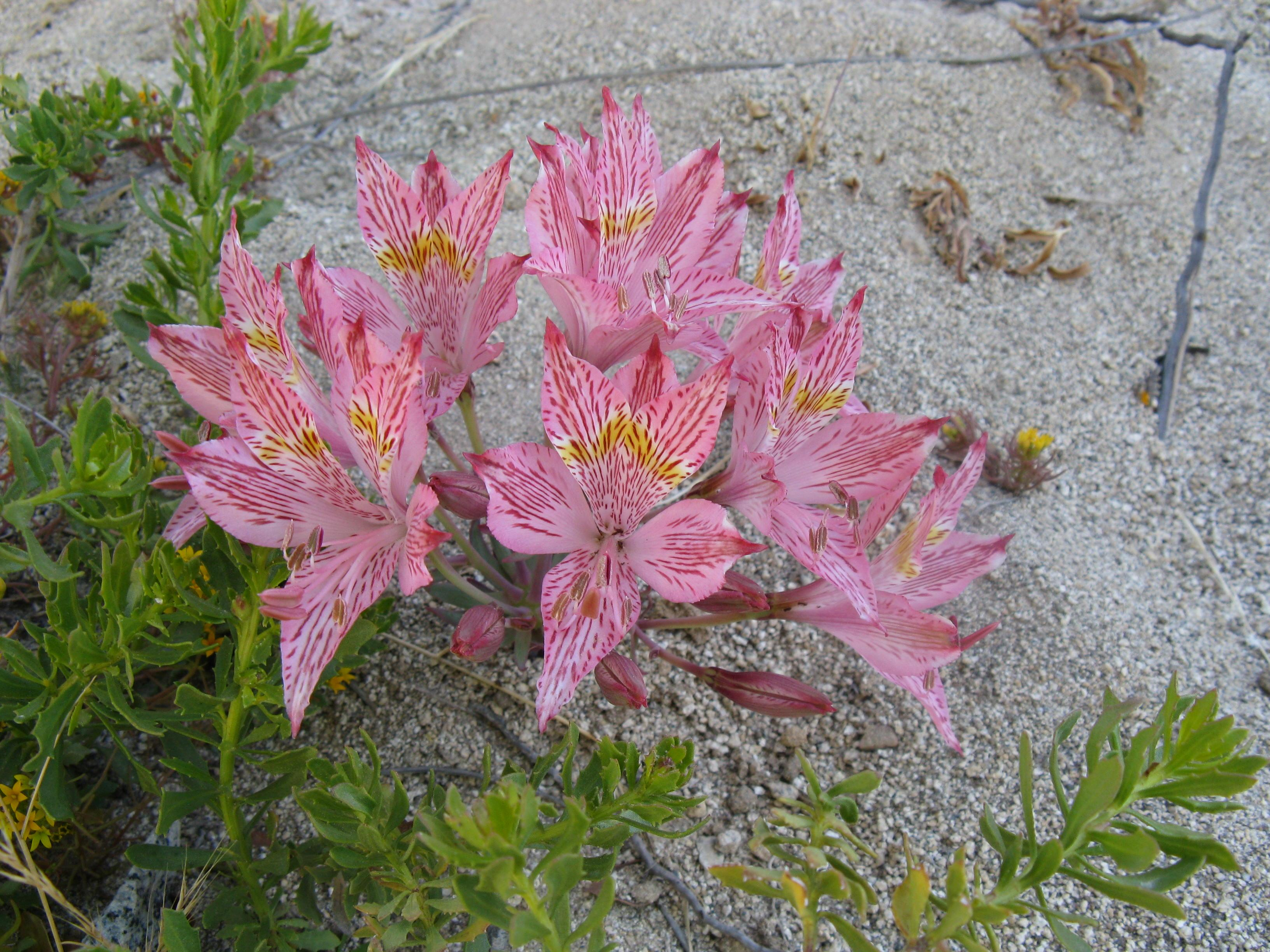